# Ophrys isaura
Ophrys isaura är en orkidéart som beskrevs av Jany Renz och Gerd Taubenheim. Ophrys isaura ingår i ofryssläktet, och familjen orkidéer. Inga underarter finns listade i Catalogue of Life.